# 斐伊神社
斐伊神社（ひいじんじゃ）は、島根県雲南市にある神社。宮崎大明神とも呼ばれる。『出雲国風土記』に樋社と称する神社が2社あり、共に神祗官在りと記述されているが、この2社が延喜式の時代までに1社に併合されたのが、現在の斐伊神社と考えられている。延喜式に登場する斐伊神社と同社坐斐伊波夜比古神社が現在の斐伊神社と比定されている。

## 祭神
祭神は、素盞嗚尊、稲田比売命、伊都之尾羽張命。合殿（斐伊波夜比古神社・樋速夜比古神社）には、樋速夜比古命、甕速日命、火炫毘古命が祀られている。

## 歴史
創立年は不詳。斐伊神社の古史伝によると、創立は甚だ古く、埼玉県の氷川神社（旧官幣大社）は孝昭天皇5年に斐伊神社から分祀されたものとしている。ただし氷川神社側は出雲肥河（斐伊川）の川上に鎮座する杵築大社（出雲大社）から分祀したとしている。なお出雲大社は現在の斐伊川と地理的に無関係だが、古代の斐伊川は宍道湖ではなく、直接日本海に流れこんでおり、出雲大社は斐伊川の川上ではなく川下に位置していた。斐伊神社は今も昔も斐伊川の川上に位置している。
延喜の制で国幣小社に列せられ、清和天皇貞観13年11月10日に神位従五位上を授けられた。明治4年5月に郷社に列せられた。

## 八本杉
本社の西100メートルほどのところに八本杉と呼ばれる飛び地境内がある。この八本杉は素盞嗚尊が八岐大蛇を退治した場所と伝承されている。またこの場所は2社が併合されるまで、どちらかの社があった場所と考えられている。